# Barbora Poláková

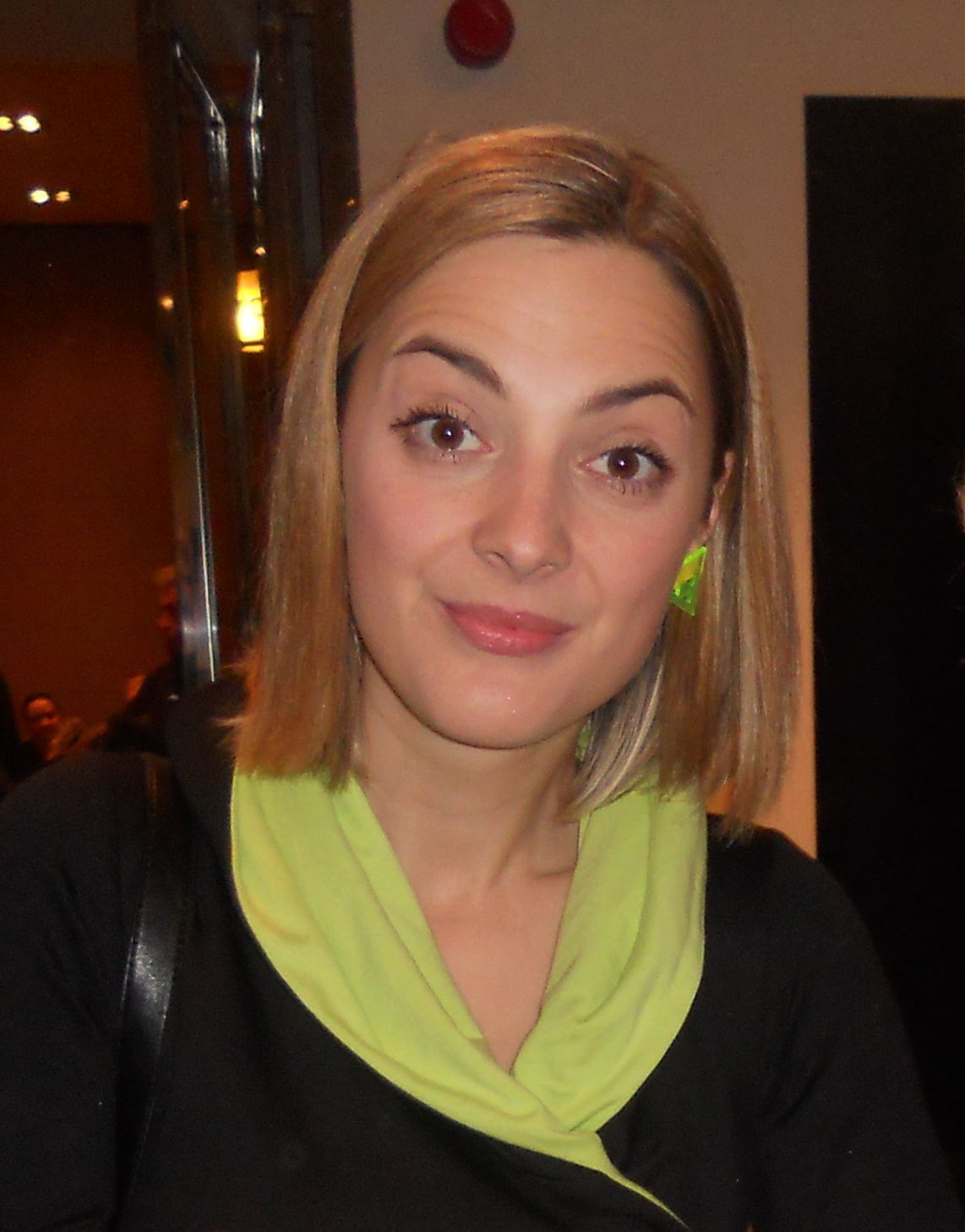
Barbora Poláková im Jahr 2012

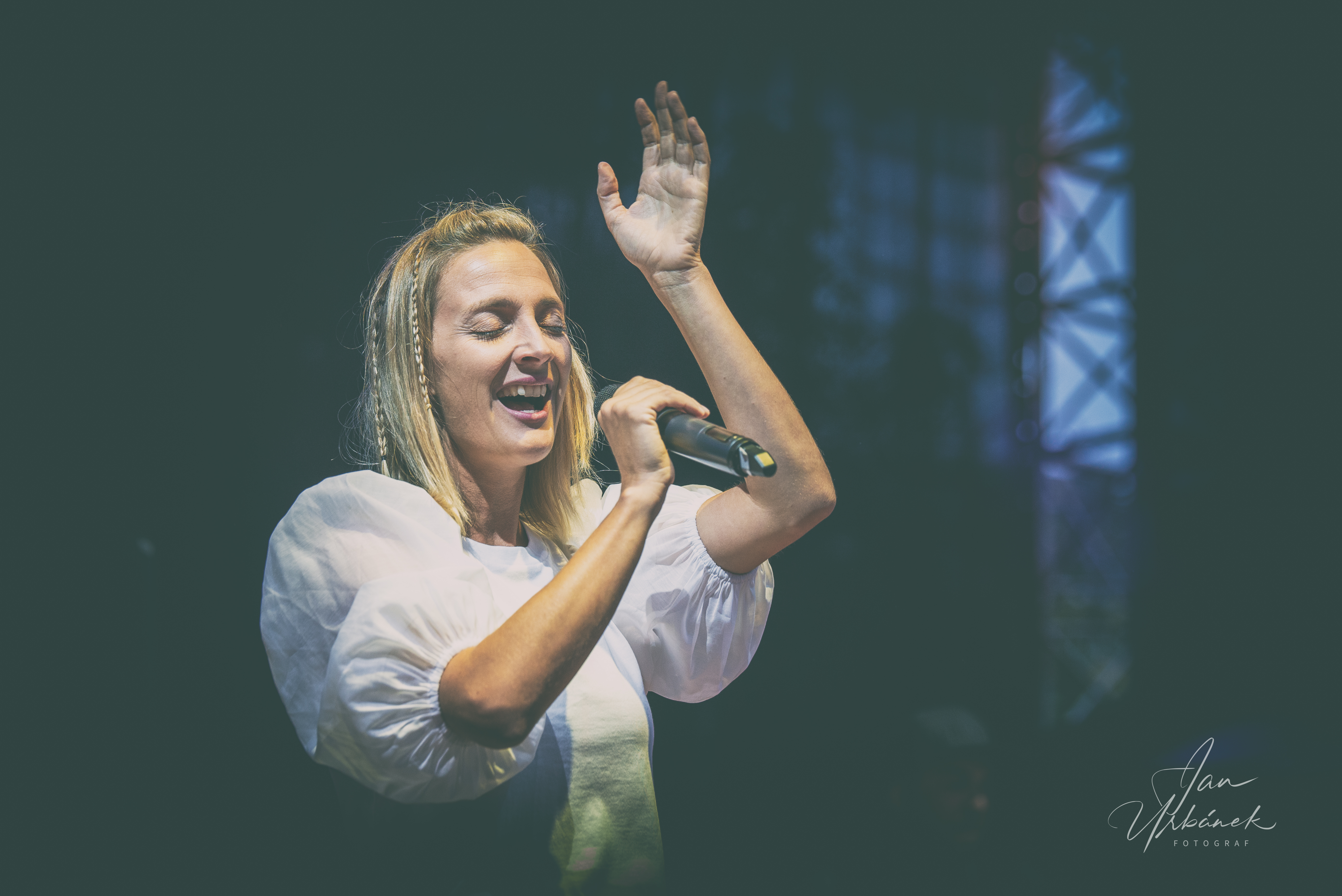
Die Künstlerin bei einem Auftritt in Ledárne Braník im Jahr 2021

Barbora Poláková (* 3. Oktober 1983 in Kolín, Tschechoslowakei) ist eine tschechische Schauspielerin und Sängerin.

## Leben
Barbora Poláková wurde 1983 in Kolín geboren, einer Stadt etwa 60 Kilometer östlich von Prag. In ihrer Kindheit war sie sportlich und musisch sehr aktiv und betätigte sich in Eiskunstlauf, Gymnastik und Klavierspielen. Bereits im Alter von zehn Jahren wurde sie Mitglied der Zdeněk-Jecelin-Theaterschule. Sie ging in Poděbrady aufs Gymnasium und studierte im Anschluss an der Theaterfakultät der Akademie der Musischen Künste in Prag (DAMU) Schauspiel im Bereich Theater. Zu ihren Dozenten gehörten unter anderem Jana Hlaváčová, Boris Rösner, Johana Tesařová und Ladislav Mrkvička. Für ihre schauspielerischen Leistungen erhielt sie mehrere Auszeichnungen und ist auch im Film- und Fernsehgeschäft aktiv. Sie wurde bisher zweimal für den Český lev („Böhmischer Löwe“) nominiert, 2018 als Beste Hauptdarstellerin für den Film Kvarteto und 2021 als Beste Nebendarstellerin für den Film Krajina ve stínu. Ihr Schaffen umfasst mehr als 40 Produktionen für Film und Fernsehen.
Barbora Poláková ist in ihrer Heimat auch als Sängerin äußerst erfolgreich. Ihr erstes Album Barbora Poláková erschien 2015. Es erreichte Platz zwei der tschechischen Top-100-Albumcharts und war insgesamt 21 Wochen in den Top 10 vertreten. Sie wurde bei der Anděl-Preisverleihung („Engel“) als Entdeckung des Jahres ausgezeichnet. Ihr Album ZE.MĚ erreichte im Jahr 2018 dann in der Einstiegswoche sogar Platz eins in den tschechischen Top-100-Albumcharts. Im gleichen Jahr wurde sie mit dem Musikpreis Anděl als Solokünstlerin des Jahres ausgezeichnet. Bei einigen ihrer Musikvideos führt sie selbst Regie.
Barbora Poláková ist mit dem Schauspieler Pavel Liška zusammen. Sie haben zwei gemeinsame Kinder, Tochter Ronja kam im September 2015 zur Welt, Tochter Rika im März 2017.
Am 31. August 2024 trat Poláková beim E.ON’s Free Ekofestival in Brünn auf.

## Filmografie
- 2012: Láska je láska
- 2017: Kvarteto
- 2021: Krajina ve stínu
- 2020: Bábovky

## Diskografie
- 2015: Barbora Poláková (Supraphon)
- 2018: ZE.MĚ (Supraphon)
- 2022: Něhy & Dydjiny (kein Label, limitierte Version)
- 2023: ON/OFF

## Auszeichnungen
- 2015: Anděl – Entdeckung des Jahres (Objev roku)
- 2018: Anděl – Solokünstlerin des Jahres (Sólová interpretka roku)